# The Day After Tomorrow
The Day After Tomorrow är en amerikansk science fiction-katastroffilm från 2004 i regi av Roland Emmerich. Manuset är baserat på den facklitterära boken The Coming Global Superstorm från 1999 av Art Bell och Whitley Strieber. Filmen hade biopremiär i USA den 28 maj 2004.

## Handling
Efter en expedition till Larsens shelfis på Antarktis håller den amerikanske klimatologen Jack Hall (Dennis Quaid) föredrag på en FN-konferens i New Delhi för att redovisa hur en tidigare global uppvärmning orsakat den senaste istiden, och att den nu pågående uppvärmningen kan ge en kommande istid om hundra eller tusen år. Med på konferensen är också USA:s vicepresident (Kenneth Welsh). Utanför lokalen träffar Jack den skotske havsströmforskaren Terry Rapson (Ian Holm) i ett, ovanligt nog, snöigt Delhi.
Sedan en kort tid har världen drabbats av mycket extrema väderförhållanden, bland annat rekordkraftiga orkaner i tropikerna, tennisbollstora hagelkulor i Tokyo, regn- och åskoväder i nordligare breddgrader samt turbulens. Orsaken till detta är en gåta för alla deltagare.
Hemma vid Hedland Climate Research Centre (Skottland) upptäcker Terry Rapson och hans kollegor att en till fyra havsbojar som mäter vattentemperaturen rapporterar ordentliga temperaturfall i norra Atlanten. Terry blir orolig och kontaktar Jack, som bor i Washington, D.C. och arbetar på NOAA. De misstänker att Nordatlantiska strömmen har förändrats, och därmed kan det betyda slutet för det tempererade klimatet på norra halvklotet.
Samtidigt förvärras planetens väderförhållanden ytterligare. Bland annat jämnar ett flertal tornados hela Los Angeles med marken, regn orsakar översvämningar i New York, en kallfront från Arktis har skapat ett enormt stormsystem med gigantiska snöoväder på norra halvklotet. Stormsystemet orsakar även en enorm och snabb stigning av vattennivån i främst norra Atlanten, och medför en våg som dränker bland annat New York.
Jack Halls son Sam Hall (Jake Gyllenhaal) och Sams vänner befinner sig på Manhattan i New York mitt under översvämningarna efter att ha deltagit i en frågetävling. På grund av det galna vädret är Jack mycket orolig över Sam och vill att han ska komma hem omedelbart, men all flygtrafik i landet har tvingats ställa in – och Sam med vännerna blir fast kvar på Manhattan i ett bibliotek.
Vid ett möte i Washington, D.C. med Jack Hall, presidenten och vicepresidenten med flera visar Jack efter modeller han och hans mannar på NOAA fått fram hur de nya stormarna kommer förändra planeten inom endast tio dagar. Det är tre super-snöstormar på norra halvklotet som liknar tropiska orkaner till utseendet; den första täcker hela Nordamerika, den andra Europa och den tredje hela Sibirien. I stormarnas ögon sjunker temperaturen till -101 °C (-150 °F) och fryser snabbt ner allting i sin väg. När stormarna har upphört kommer flera meter is och snö att täcka hela norra halvklotet, och därmed skapa en ny istid med lika låga temperaturer som den senaste för cirka 10 000 år sedan. Jack föreslår att ledningen måste evakuera invånarna i södra halvan av USA söderut, eftersom det är för sent för de som bor längre norrut. Detta med stor anledning av att Jack haft svårigheter att övertala vicepresidenten, eftersom vicepresidenten dittills varit skeptisk till Jacks teorier.
När vattnet har börjat frysa till is och det börjar snöa i New York är det ett flertal människor som bestämmer sig för att försöka fly därifrån till fots söderut innan det är för sent. Sam har blivit ombedd av Jack att stanna kvar, söka skydd och vänta ut stormen, och Sams kompani samt några andra personer stationerar sig vid bibliotekets gamla öppna spis.
Jack bestämmer sig för att fara och rädda Sam och tar med de två kollegor han hade med sig vid expeditionen på Antarktis; Frank (Jay O. Sanders) och Jason (Dash Mihok). Under färden mitt i snöstormen passerar de många människor som förolyckats med sin vandringsflykt söderut, bland andra en stor grupp från biblioteket i New York som Sam inte lyckades övertala att stanna kvar.

## Rollista i urval
| Dennis Quaid    | – Professor Jack Hall          |
| Jake Gyllenhaal | – Sam Hall                     |
| Emmy Rossum     | – Laura Chapman                |
| Dash Mihok      | – Jason Evans                  |
| Jay O. Sanders  | – Frank Harris                 |
| Sela Ward       | – Dr. Lucy Hall                |
| Austin Nichols  | – J.D.                         |
| Arjay Smith     | – Brian Parks                  |
| Tamlyn Tomita   | – Janet Tokada                 |
| Sasha Roiz      | – Parker                       |
| Ian Holm        | – Professor Terry Rapson       |
| Kenneth Welsh   | – Vicepresident Raymond Becker |
| Perry King      | – President Blake              |